# Retrato doble del enano Morgante
El Retrato del enano Morgante es una pintura al óleo sobre tabla de Bronzino por ambas caras del panel de 1553 que ofrece vistas de frente y de espaldas del enano Morgante (apodo de Braccio di Bartolo) el famoso bufón enano de Cosme I de Médici, Gran duque de Toscana que fue también inmortalizado en la Fontana del Bacchino de Valerio Cioli en el Jardín de Bóboli de Florencia. La obra encargada a Bronzino por el duque representa a Morgante desnudo por ambos lados como un cazador de pájaros, ya que no le estaba permitida la caza mayor, siendo esta una actividad reservada a personas de alto rango. Morgante aparece respectivamente de frente y de espaldas en dos momentos consecutivos de la acción: de frente antes de la caza, con un búho en la mano con un lazo para usar para capturar un arrendajo que vuela en el aire. Dos raras mariposas de cola de milano revolotean y una pasa cubriéndole justo los genitales; estos insectos fueron descubiertos cuando la pintura fue restaurada en 2010; y por detrás, de espaldas a punto de girarse hacia el espectador, ansioso de presumir mostrando las piezas cobradas.
En este periodo Bronzino estuvo involucrado en el gran debate florentino buscado por Giorgio Vasari de la "Comparación", escultura contra pintura. Naturalmente Bronzino estaba de parte de la pintura, por lo que pintó este retrato de Morgante de frente y de espaldas sobre los dos lados del panel para rebatir el argumento según el cual un sujeto solo podía ser visto desde múltiples ángulos en la escultura.
En 2010 la obra fue limpiada y restaurada, después de muchos años de abandono, y finalmente trasladada y colocada en exposición permanente en su propia vitrina en el Palacio Pitti en 2019.